# Ácido isonicotínico
Ácido isonicotínico ou ácido 4-piridinocarboxílico é um composto orgânico com a fórmula C5H4N(CO2H). É um derivado de piridina com um substituinte ácido carboxílico na posição 4. É um isômero de ácido picolínico e ácido nicotínico o qual tem o grupo carboxilo na segunda e terceira posição respectivamente comparado à posição 4 para o ácido nicotínico.

## Derivados
Ácidos isonicotínicos é um termo usado vagamente para derivados de ácido isonicotínico. Exemplos incluem:
- Etionamida

Iproniazida
- Isoniazida
Nialamida

- Iproniazida
- Nialamida